# Olivier Rafowicz
Pour les articles homonymes, voir Rafowicz.
 (juin 2025).
Olivier Rafowicz, né en France le 12 juillet 1962, est un colonel de l'armée israélienne qui travaille comme porte-parole des Forces Armées d'Israël et intervient souvent dans les médias francophones pour défendre la position du gouvernement de son pays dans les conflits au Moyen-Orient.
Il s'est présenté sans succès à diverse élections dans son pays sur des listes de partis nationalistes de droite. Il est l'auteur de trois livres.

## Famille
Olivier Rafowicz est né en France le 12 juillet 1962. Son père, juif d'origine polonaise, a échappé à la grande rafle du 16 juillet 1942.
En 1981, il a émigré à l'Israël lorsqu'il avait 19 ans mû par ses idées sionistes.
Il est marié avec Roxanne Rouas-Rafowicz, dirigeante de StudioFact Media Group et membre depuis 2020 du comité exécutif à Paris du patronat français Medef,.

## Carrière militaire et de communication
Après avoir terminé ses études universitaires en relations internationales et en sciences politiques, Rafowicz s'est enrôlé dans l'armée israélienne en 1985. Parmi ses fonctions au sein des Forces de défense israéliennes (FDI), il a été porte-parole du Commandement du Nord et chef de la branche des communications internationales de l'Unité des porte-paroles de Tsahal, pendant la deuxième Intifada (2000-2005) et la deuxième guerre du Liban (2006) .
Le 28 février 1999, Rafowicz faisait partie d'un convoi au sud du Liban dans lequel quatre militaires israéliens ont été tués par une bombe du Hezbollah. En avril de 2002, pendant la Deuxième Intifada, Rafowicz a été le représentant du porte-parole des FDI dans l'équipe négociateur avec des miliciens palestiniens que s'étaient barricadés avec des otages dans l'Église de la Nativité. Le 9 mai, après des longues négociations, l'Israël a accepté le transfert des Palestiniens à Chypre ou Gaza.
En 2009, il a été recruté à nouveau en tant que porte-parole du Commandement du Sud. Il est membre de l'Institut de Stratégie et Sécurité de Jérusalem (JISS) et du conseil stratégique pour le Moyen-Orient du Centre Juif Européen (CJE).
Olivier Rafowicz a participé au lancement de la chaîne de télévision web israélienne InfoliveTV, qu'il a ensuite vendu à son épouse. Il intervient souvent pour défendre les positions du gouvernement israélien à la télévision (par exemple sur ILTV, Al Jazeeraet France 24), à la radio et dans la presse écrite. Il est un commentateur fréquent de l'édition française de la chaîne israélienne I24News, et a été l'envoyé du Fonds national juif pour la Belgique.
Il est fréquemment intervenu comme représentant de Tsahal après l'attaque du 7 octobre 2023. Le Monde diplomatique a critiqué le fait de que les médias français qui invitent Rafowicz contredisent rarement ou mettent en doute ses affirmations malgré ses faussetés répétées. Il a notamment défendu l'idée de la véracité d'une infox sur le fait que le Hamas aurait brûlé un bébé vivant, malgré les démentis. Lors d'une des rares occasions dans lesquelles un journaliste a osé remettre Rafowicz en question avec sévérité, la chaîne (TV5 Monde) a désavoué son travailleur. En juillet 2025, alors qu'une centaine d'ONG alertent sur  un risque de famine imminente, il nie sur BFMTV qu'il y ait une famine à Gaza et reporte les éventuels problèmes de distribution sur le Hamas.

## Activité politique
Rafowicz a été le chef de la délégation d'immigration de l'Agence juive en France,,. En 2017, il a préparé un rapport pour la ministre de l’Immigration et de l’Intégration, Sofya Landever, avec des conseils pour augmenter l’immigration en Israël en provenance de France.
En octobre de 2018, il s'est présenté aux élections du Conseil Municipal de Tel-Aviv-Jaffa comme tête de la liste « Olim Beyahad », composée d'immigrants surtout francophones. La même année il a été le candidat numéro 13 de la liste Israël Beytenou, nationaliste de droite. En septembre de 2019, il a été le candidat numéro 16 dudit parti dans les élections pour la Vingtième Deuxième Knesset et le candidat numéro 15 dans les élections pour la Vingtième Troisième Knesset.